# Lunds Universitet
 Der er for få eller ingen kildehenvisninger i denne artikel, hvilket er et problem. Du kan hjælpe ved at angive troværdige kilder til de påstande, som fremføres i artiklen.

Lunds Universitet blev grundlagt i 1666 og er det næstældste universitet i Sverige.

## Historie
Akademiet i Lund (1425-1536) kan ses som en forløber for Lunds Universitet. Universitetet blev oprettet som en del af forsvenskningen, efter at Sverige i 1658 erobrede Skåne, Halland og Blekinge. Allerede Karl X Gustav priste planerne. Initiativet blev taget af kirken og universitets første prokansler Bernhard Oelreich (1626-1686), som vakte Magnus Gabriel De la Gardies interesse for et universitet i Lund. Beslutningen om oprettelsen blev taget i 1666, og selve akademiet blev indviet den 28. januar 1668. Formålet var at skabe et universitet, der kunne måle sig med de bedste udenlandske, men frem for alt uddanne svenske præster, som skulle pumpes ud i de tidligere danske landsdele. Præsterne var kongens vigtigste redskab i forsvenskningsprocessen på grund af det tilsyn, de øvede med befolkningen. Den omnationaliserede danske biskop Peder Winstrup bakkede svenskekongen op i hans planer og mente, at en ny højere læreanstalt skulle holde skånske studenter inden for det svenske riges grænser. Tidligere havde skåninger studeret ved Københavns Universitet. Forsvenskningen skulle ske på alle samfundsplaner. Det nye universitet fik navnet Regia Academica Carolina til minde om Karl X Gustav.

### Rektorer
I ældre tid var posten som rektor (Rector magnificus) ved Lunds universitet "ambulatorisk", det vil sige, at den roterede mellem samtlige professorer ud fra en given ordning mellem de forskellige fakulteter. Mandattiden var 1668-1688 et semester, derefter et år, oprindelig med rektorskifte på Karlsdagen 28. januar (universitetets indvielsesdag) men fra 1810 ved skiftet mellem forårs- og efterårssemester.
Med 1876 års statutter indførtes valg af rektor samt en mandattid på to år. Mandattiden er siden successivt forlænget og er nu seks år. Nuværende rektor (fra 2009) er Per Eriksson, professor i signalbehandling. Prorektor er Eva Wiberg. Der er også tre vicerektorer med forskellige ansvarsområder. Forvaltningschef (og universitetsdirektør) er Susanne Kristensson fra 1. marts 2012.

## Fakulteter
Lunds universitet har syv fakulteter, forskningscentrum og særhøjskoler og er en af de største enheder for forskning og højere udddannelse i Skandinavien. Universitetet i Lund har uddannelses- og forskningsinstitutioner i Malmø (ved siden af Malmø Universitet) og Campus Helsingborg er en filial af Lunds Universitet.

## Segl
- Universitetets segl er en over en bog liggende løve med et løftet sværd ved den ene fod. Sværdet skulle i 1668 ses som en trussel rettet mod Danmark.

## Galleri
- Lund Universitetsbibliotek (LUB)
- Statue af Esaias Tegnér.
- Lunds Universitet, bygget i 1882 af Helgo Zettervall.